# Giovanni Tommaso Moncada
Giovanni Tommaso Moncada Sanseverino, conte di Adernò (1440 – 1501), è stato un nobile, politico e militare italiano del XV e del XVI secolo.

## Biografia
Nacque da Guglielmo Raimondo, conte di Adernò e da Diana Sanseverino Capece dei conti di Marsico. Detto anche Gian Tommaso, sposò la nobildonna Raimondetta Ventimiglia Clermont-Lodève, figlia di Antonio, marchese di Geraci, da cui ebbe un solo figlio, Guglielmo Raimondo.
Cavaliere fin da giovanissimo, per i suoi meriti nel 1444 il sovrano Alfonso V d'Aragona gli assegnò una rendita annua di 1.000 scudi sopra la Camera fiscale del Regno di Napoli, e lo nominò Gran camerlengo. Nel 1463, fu nominato dapprima maestro giustiziere del Regno di Sicilia, e successivamente governatore militare di Catania. Morto il padre nel 1466, gli succedette nel possesso dei titoli e dei feudi di famiglia, di cui ricevette investitura il 9 luglio dell'anno medesimo. Nel 1479, succedette al cugino Antonio Moncada d'Aragona nel possesso della Contea di Caltanissetta, di cui ricevette investitura il 12 luglio dell'anno medesimo.
Tra il 1470 e il 1472, il Moncada esercitò attività diplomatica per conto del re aragonese Giovanni II. Nel 1475, fu nominato capitano generale e presidente del Regno di Sicilia, incarico che ricoprì anche nel 1478, nel 1479 e nel 1494. Nel 1479, fu nuovamente maestro giustiziere dell'isola, nonché castellano del Regio Palazzo di Palermo e del castello di Licata. Tra tutti i nobili siciliani, il Conte Gian Tommaso fu quello a cui ebbe affidata l'amministrazione politico-militare del Regno di Sicilia nel maggior numero di volte, sette.
Nel 1485, gli fu affidato il governo militare di Augusta per difenderla dalle scorrerie dei Turchi. Deputato del Regno nel 1499, esercitò per l'ultima volta la funzione di maestro giustiziere nel 1501, anno in cui morì.